# اليسر

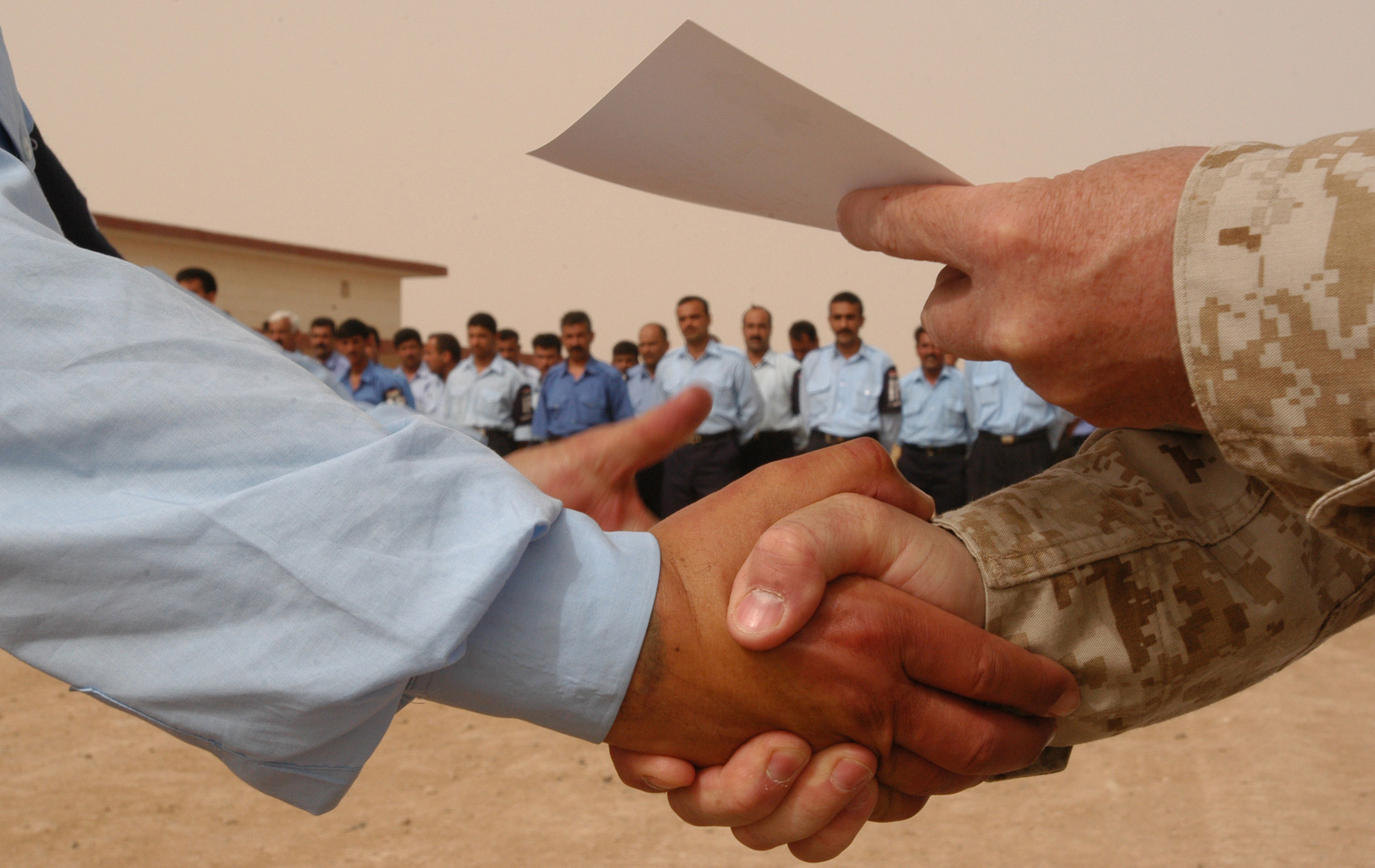

اليَسَر هو الشخص الذي يستعمل يده اليمنى في نشاطاته اليومية كالأكل والشرب والكتابة والطبخ وغيرها.

## اليَسَر في اللغة
اليَسَر (بفتح الياء والسين) عكس الأعسر، ويقال: رجلٌ أعْسَرُ بَيِّن العَسَرِ، للذي يعمل بيساره. وأمَّا الذي يعمل بكلتا يديه فهو أعْسَرُ يَسَرٌ، ولا تقل أعسَرُ أيَسَرُ.. ورجلٌ أَعْسَرُ يَسَرٌ: يعمل بيديه جميعاً، والأُنثى عَسْراءُ يَسْراءُ، والأَيْسَرُ نقيض الأَيْمَنِ. وفي الحديث: كان عمر، رضي الله عنه، أَعْسَرَ أَيْسَرَ؛ قال أَبو عبيد: هكذا روي في لحديث، وأَما كلام العرب فالصواب أَنه أَعْسَرُ يَسَرٌ، وهو الذي يعمل بيديه جميعاً، وهو الأَضْبَطُ. قال ابن السكيت: كان عمر، رضي الله عنه، أَعْسَرَ يَسَراً، ولا تقل أَعْسَرَ أَيْسَرَ. وقعد فلانٌ يَسْرَةً أَي شَأْمَةً. ويقال: ذهب فلان يَسْرَةً من هذا. وقال الأَصمعي: اليَسَرُ الذي يساره في القوة مثل يمينه، قال: وإِذا كان أَعْسَرَ وليس بِيَسَرٍ كانت يمينه أَضعف من يساره. وقال أَبو زيد: رجل أَعْسَرُ يَسَرٌ وأَعْسَرُ أَيْسَرُ، قال: أَحسبه مأْخوذاً من اليَسَرَةِ في اليد، قال: وليس لهذا أَصل؛ الليث: رجل أَعْسَرُ يَسَرٌ وامرأَة عَسْراءُ يَسَرَةٌ.

## نسب مئوية
طبقا لدراسة أجراها أحد الباحثين، فإن نسبة (اليَسَر) أي الذين يستعملون يدهم اليمنى يتراوح من (70 % إلى 90 %) من سكان العالم. بينما تشير دراسة أخرى إلى ما نسبته (88% إلى 92%) من سكان العالم يستخدمون اليد اليمنى، ونسبة (العُسران) أي الذين يستعملون اليد اليسرى حوالي (10 %)، وتوجد نسبة قليلة جدا ممن يستعملون اليد اليمنى واليد اليسرى على السواء.